# ヴェルナー・ヤコビ
ヴェルナー・ヤコビ（Werner Jacobi、1904年3月31日 – 1985年5月3日）はドイツの物理学者、発明家。

## 来歴
ミュンヘン工科大学で機械工学を学んだ後、ミュンヘン大学で物理学を学んだ。当初はヴィルヘルム・ヴィーンに、ヴィーンの死後はエドゥアルド・リュヒャルトに指導を受けた学位論文では、カナルジェット（独: Ladungen der Quecksilberatome im Kanalstrahl）における水銀原子の電荷を扱った。この業績により、博士号を授与された。
1929年11月4日、ヤコビはジーメンス＆ハルスケ社に入社。ベルリンのジーメンス管球工場に勤務し、1934年に研究所長に就任すると、瞬く間に頭角を現し、1937年には主任技師、1938年には役員となった。1941年にウィーンのヴェルナーヴェルク無線技術に異動し、1944年に部長となった。1949年にはヴェルナーヴェルクのラジオ技術部門に短期間勤務し、その後エアランゲンのヴェルナーヴェルクに移った。彼の100を超える発明の中で最も重要なもののひとつである「半導体増幅器」はこの時期に発明され、1949年4月15日に特許登録された。この回路は、キャリア材料となる半導体上に5つのトランジスタで構成されており、最初の集積回路である可能性がある。しかし、この回路はほとんど知られておらず、商業的に使用されることはなかった。
1946年から1956年まで、ヤコビはシーメンス管球工場の立ち上げで重要な役割を果たし、その後、管球工場の総責任者となった。1962年に総代表に任命された後、1969年に引退した。68歳の誕生日を迎えるまで、素材部門の経営陣からの質問に答えていたが、その後は完全に会社を去った。
1972年、ウィーン工科大学から、「電子部品および電子回路技術の分野における科学者・発明家としての特別な功績を称え」、技術科学名誉博士号が授与された。
英国の電子工学エンジニア、ジェフリー・ダマーもICの発明者と呼ばれることが多いが、彼はシーメンスの特許申請から3年後に自分の研究を発表している。